# Världsmästerskapen i bågskytte 1953
Världsmästerskapen i bågskytte 1953 arrangerades i Oslo i Norge mellan den 21 och 25 juli 1953.

## Medaljsummering

### Recurve
| Event                          | Guld                | Silver                   | Brons                   |
| Herrarnas individuella tävling | Bror Lundgren (SWE) | Einar Tang-Holbek (DEN)  | Carl-Eric Bissman (SWE) |
| Damernas individuella tävling  | Jean Richards (USA) | Ilta-Meri Santaoja (FIN) | Jacqueline Lang (FRA)   |
| Herrarnas lag                  | Sverige             | Danmark                  | Belgien                 |
| Damernas lag                   | Finland             | Frankrike                | Sverige                 |

### Medaljtabell
| Pl. | Nation    | Guld | Silver | Brons | Totalt |
| --- | --------- | ---- | ------ | ----- | ------ |
| 1   | Sverige   | 2    | -      | 2     | 4      |
| 2   | Finland   | 1    | 1      | -     | 2      |
| 3   | USA       | 1    | -      | -     | 1      |
| 4   | Danmark   | -    | 2      | -     | 2      |
| 5   | Frankrike | -    | 1      | 1     | 1      |
| 6   | Belgien   | -    | -      | 1     | 1      |